# Tour Caos
Tour Caos fue la decimotercera gira de conciertos de la cantante española Malú, enmarcado dentro de la promoción su disco Caos (publicado en 2015). Durante su primera etapa, en 2016, dicha gira fue vista por 280.000 espectadores, convirtiéndose en la segunda más exitosa del panorama nacional. El número de llenos conseguidos por la madrileña en esta gira asciende a 21.
En 2017, Malú ofreció seis conciertos exclusivos por todo el mundo, aunque ya sin emplear el sobrenombre Tour Caos. Cinco de esos seis conciertos estaban programados dentro de diferentes festivales musicales (Cómplices, Starlite Marbella, Castillo de Perelada y Escena Gandía), siendo solamente un concierto exclusivo fuera de festivales en el año 2017 (celebrado en la ciudad argentina de Córdoba). En diciembre de este año se confirmó la presencia de la artista en la edición 2018 del Festival Nacional de Peñas de Villa María para el próximo mes de febrero. De nuevo no se incluye el sobrenombre Tour Caos para este concierto; sin embargo, tampoco se trata de un nuevo tour de presentación, pues en este tiempo Malú sólo ha lanzado su nuevo sencillo, Invisible.

## Antecedentes
Las primeras fechas de la gira fueron anunciadas por redes sociales en diciembre de 2015, semanas después de lanzar Caos al mercado. En el mes de febrero, Malú ya había confirmado tres conciertos en el Palacio de los Deportes de Madrid (12, 13 y 14 de mayo). También estaba confirmada una única cita en Barcelona, para el 20 del mismo mes. Sin embargo, en el mes de junio, la artista confirmó a través de Twitter dos nuevos conciertos en dichas ciudades, previstos para el mes de diciembre y con el pretexto de "fin de gira".
El concierto inaugural del tour estaba previsto para el 10 de marzo de 2016 en Ciudad de México, dentro del Starlite Festival del país azteca; sin embargo, este fue cancelado por cuestiones climatológicas. Apenas un mes después, el inicio de gira en España, previsto para el sábado 16 de abril en Córdoba, también fue suspendido por la intensa lluvia. Desde ese momento, la ciudad de Salamanca se convirtió en inicio de gira, hasta donde acudieron numerosos seguidores de la cantante para presenciar el primer directo de la gira.
En agosto, Malú confirmó nuevas fechas de su Tour Caos, esta vez en Latinoamérica. Las fechas recogen un concierto en Santiago de Chile el 5 de noviembre y otro el día 6 del mismo mes en Buenos Aires. Ambos conciertos presentaron una acogida espectacular entre el público hispanoamericano, colgándose al poco tiempo el cartel de lleno en ambos conciertos. Antes de la celebración de los únicos conciertos internacionales de la primera etapa del tour, Malú ofreció dos conciertos privados en el Liceo de Barcelona. Estos, que fueron celebrados las noches del 17 y 18 de octubre, no fueron de acceso público ni se pusieron a la venta ningún tipo de entradas. 
El 2 de noviembre de 2016, a través de Instagram, la agencia RLM filtró la posibilidad de que la gira de conciertos continuara durante el año próximo. Sin embargo, la madrileña cerró la primera etapa de dicha gira en el concierto programado en el Palau Sant Jordi de Barcelona el viernes 23 de diciembre, como estaba previsto desde el mes de junio.
A pesar de todo, Malú continuó ofreciendo conciertos en 2017, aunque ya sin el sobrenombre Tour Caos. El 27 de enero de 2017, a través de Internet, se confirmó la presencia de la madrileña en la nueva edición del Festival Starlite Marbella. Hubo que esperar hasta el 7 de abril para conocer un nuevo concierto de la artista madrileña, que también se celebrará en agosto, aunque esta vez será en el Festival Castell de Peralada. Días más tarde se dio a conocer la presencia de Malú en el Festival Cómplices de Latinoamérica, que incluye un concierto en Chile y otro en Argentina. Además, la artista confirmó un nuevo espectáculo en Córdoba (Argentina) para el siguiente domingo 2 de julio. El concierto que cerrará esta segunda etapa de la gira se celebraría el 14 de agosto en el puerto de la playa de Gandía, en el marco del festival Escena Gandía.
El 2 de diciembre de 2017 se abrió la puerta a una tercera etapa de la gira, sin el sobrenombre Tour Caos, tras confirmarse la presencia de la madrileña en el Festival Nacional de Peñas de Villa María.

## Repertorio
El espectáculo, que rondaba las dos horas y media de duración, combinaba temas de su último disco en el mercado (Caos) con aquellos éxitos que Malú ha ido presentando a lo largo de todos estos años. En total, son 30 los temas interpretados por la madrileña durante los conciertos (aunque hay canciones que no interpreta en todas sus actuaciones).
El concierto se estructura en 5 partes bien diferenciadas, coincidiendo con cambios de vestuario o con los ya tradicionales bises.
Parte I:
1. Intro + "Cenizas"
2. "De vez en cuando"
3. "Deshazte de mí"
4. "Te conozco desde siempre"
5. "Nos sobró la ropa"

Parte II:
1. "Enamorada" + "Diles" + "Si estoy loca" + "Me quedó grande tu amor"
2. "El apagón"
3. "Me fui" (no es interpretada en todos los conciertos)
4. "Quien" (no es interpretada en todos los conciertos)
5. "Ni un segundo" + "Desaparecer" + "Que nadie"
6. "Rozando el cielo"
7. "Caos"

Parte III:      
1. "Mi mundo en el aire" (no es interpretada en todos los conciertos) + "Ángel caído" + "Devuélveme la vida"
2. "Encadenada a ti"
3. "No voy a cambiar"
4. "Ahora tú"
5. "Vuelvo a verte"
6. "Quiero"

Parte IV:
1. "Aprendiz"
2. "A prueba de ti" + presentación de la banda
3. "Toda"

Parte V:
1. Blanco y negro + despedida
2. Como una flor + cierre

## Fechas
La primera etapa de la gira, celebrada entre abril y diciembre de 2016 y rebautizada con el sobrenombre Tour Caos, contó con 51 fechas en España y Latinoamérica. Mientras, la segunda etapa de la gira, ya sin el sobrenombre Tour Caos, arrancó el pasado 30 de junio en Santiago y únicamente contó con tres fechas confirmadas en España, así como cuatro en Latinoamérica (que se pueden ver a continuación). Todos los shows de esta segunda etapa, a excepción del de Córdoba estaban enmarcados dentro de conocidos festivales.
| Primera etapa: 2016                    |                         |           |                                                |
| 22 de abril de 2016                    | Salamanca               | España    | Multiusos Sánchez Paraíso                      |
| 23 de abril de 2016                    | Don Benito              | España    | Recinto Arena Las Cumbres (Polígono Cepansa)   |
| 30 de abril de 2016                    | Gerona                  | España    | Pabellón municipal Girona-Fontajau             |
| 6 de mayo de 2016                      | Bilbao                  | España    | Bilbao Arena Miribilla                         |
| 7 de mayo de 2016                      | Zaragoza                | España    | Pabellón Príncipe Felipe                       |
| 12 de mayo de 2016                     | Madrid                  | España    | Palacio de los Deportes                        |
| 13 de mayo de 2016                     | Madrid                  | España    | Palacio de los Deportes                        |
| 14 de mayo de 2016                     | Madrid                  | España    | Palacio de los Deportes                        |
| 20 de mayo de 2016                     | Barcelona               | España    | Palau Sant Jordi                               |
| 27 de mayo de 2016                     | Las Palmas              | España    | Anexo Gran Canaria Arena                       |
| 28 de mayo de 2016                     | Guímar                  | España    | Estadio municipal de Tasagaya                  |
| 29 de mayo de 2016                     | Arrecife                | España    | Estadio Agapito Reyes Viera                    |
| 3 de junio de 2016                     | Gijón                   | España    | Palacio de Deportes La Guía                    |
| 4 de junio de 2016                     | Santander               | España    | Palacio de Deportes de Santander               |
| 10 de junio de 2016                    | San Sebastián           | España    | Donostia Arena 2016                            |
| 11 de junio de 2016                    | Logroño                 | España    | Palacio de los Deportes de La Rioja            |
| 17 de junio de 2016                    | Albacete                | España    | Plaza de Toros de Albacete                     |
| 18 de junio de 2016                    | Valencia                | España    | Plaza de Toros de Valencia                     |
| 15 de julio de 2016                    | Málaga                  | España    | Palacio de Deportes Martín Carpena             |
| 24 de julio de 2016                    | Barreiros               | España    | Campo de fútbol de San Cosme                   |
| 29 de julio de 2016                    | Algeciras               | España    | Plaza de Toros Las Palomas                     |
| 3 de agosto de 2016                    | Calella de Palafrugell  | España    | Auditorio del Festival Cap Roig                |
| 5 de agosto de 2016                    | Vigo                    | España    | IFEVI                                          |
| 6 de agosto de 2016                    | La Coruña               | España    | Coliseum da Coruña                             |
| 8 de agosto de 2016                    | Marbella                | España    | Auditorio del Festival Starlite                |
| 10 de agosto de 2016                   | Cambrils                | España    | Auditorio Parque del Pinaret                   |
| 13 de agosto de 2016                   | Benidorm                | España    | Plaza de Toros de Benidorm                     |
| 14 de agosto de 2016                   | Los Alcázares           | España    | Polideportivo municipal de Los Alcázares       |
| 18 de agosto de 2016                   | Puerto de Santa María   | España    | Puerto Sherry                                  |
| 20 de agosto de 2016                   | Almería                 | España    | Nuevo recinto ferial de Almería                |
| 27 de agosto de 2016                   | Palma de Mallorca       | España    | Plaza de Toros de Palma de Mallorca            |
| 8 de septiembre de 2016                | Utiel                   | España    | Campo de fútbol La Celadilla                   |
| 9 de septiembre de 2016                | Villarrubia de los Ojos | España    | Auditorio municipal de Villarrubia de los Ojos |
| 10 de septiembre de 2016               | Úbeda                   | España    | Auditorio del recinto ferial de Úbeda          |
| 23 de septiembre de 2016               | Sevilla                 | España    | Auditorio municipal Rocío Jurado               |
| 24 de septiembre de 2016               | Córdoba                 | España    | Plaza de Toros Los Califas                     |
| 25 de septiembre de 2016               | Guadalajara             | España    | Pistas de atletismo Fuente de la Niña          |
| 30 de septiembre de 2016               | Granada                 | España    | Palacio municipal de deportes de Granada       |
| 1 de octubre de 2016                   | Murcia                  | España    | Plaza de Toros de La Condomina                 |
| 2 de octubre de 2016                   | Gandía                  | España    | Polideportivo María Enríquez                   |
| 8 de octubre de 2016                   | Valladolid              | España    | Pabellón polideportivo Pisuerga                |
| 14 de octubre de 2016                  | Toledo                  | España    | Plaza de Toros de Toledo                       |
| 15 de octubre de 2016                  | Alicante                | España    | Plaza de Toros de Alicante                     |
| 17 de octubre de 2016                  | Barcelona               | España    | Gran Teatro del Liceo                          |
| 18 de octubre de 2016                  | Barcelona               | España    | Gran Teatro del Liceo                          |
| 5 de noviembre de 2016                 | Santiago de Chile       | Chile     | Teatro Teletón                                 |
| 6 de noviembre de 2016                 | Buenos Aires            | Argentina | Teatro Ópera Allianz                           |
| 25 de noviembre de 2016                | Vitoria                 | España    | Fernando Buesa Arena                           |
| 26 de noviembre de 2016                | Pamplona                | España    | Pabellón Anaitasuna                            |
| 17 de diciembre de 2016                | Madrid                  | España    | Palacio de los Deportes                        |
| 23 de diciembre de 2016                | Barcelona               | España    | Palau Sant Jordi                               |
| Segunda etapa: Festivales en 2017-2018 |                         |           |                                                |
| 30 de junio de 2017                    | Santiago de Chile       | Chile     | Movistar Arena                                 |
| 1 de julio de 2017                     | Buenos Aires            | Argentina | Luna Park                                      |
| 2 de julio de 2017                     | Córdoba                 | Argentina | Quality Espacio                                |
| 6 de agosto de 2017                    | Marbella                | España    | Auditorio del Festival Starlite                |
| 10 de agosto de 2017                   | Perelada                | España    | Auditorio Castillo de Peralada                 |
| 14 de agosto de 2017                   | Gandía                  | España    | Recinto Escena Gandía                          |
| 2 de febrero de 2018                   | Villa María             | Argentina | Anfiteatro Mpal. Hernán Figueroa Reyes         |

### Aclaraciones adicionales
1. El espectáculo del 3 de agosto de 2016 en Calella de Palafrugell forma parte del Festival de Cap Roig.
2. El espectáculo del 8 de agosto de 2016 en Marbella forma parte del Festival Starlite Marbella.
3. El espectáculo del 10 de agosto de 2016 en Cambrils forma parte del Festival Internacional de Música de Cambrils.
4. El espectáculo del 17 de octubre de 2016 en Barcelona forma parte del concierto privado organizado por el 60 aniversario de Disbesa-Darnés.
5. El espectáculo del 18 de octubre de 2016 en Barcelona forma parte del concierto privado organizado por el 60 aniversario de Disbesa-Darnés.
6. El espectáculo del 30 de junio de 2017 en Santiago de Chile forma parte del Festival Cómplices.
7. El espectáculo del 1 de julio de 2017 en Buenos Aires forma parte del Festival Cómplices.
8. El espectáculo del 6 de agosto de 2017 en Marbella forma parte del Festival Starlite Marbella.
9. El espectáculo del 10 de agosto de 2017 en Perelada forma parte del Festival Castillo de Perelada.
10. El espectáculo del 14 de agosto de 2017 en Gandía forma parte del Festival Escena Gandía.
11. El espectáculo del 2 de febrero de 2018 en Villa María forma parte del Festival Internacional de Peñas.

## Conciertos no celebrados
A continuación se pueden ver los conciertos suspendidos de la gira, con la correspondiente razón.
| Fecha                    | Ciudad           | País   | Recinto                               | Motivo de cancelación | Estado                          |
| ------------------------ | ---------------- | ------ | ------------------------------------- | --------------------- | ------------------------------- |
| 10 de marzo de 2016      | Ciudad de México | México | Infield del Hipódromo de las Américas | Meteorología          | Cancelado                       |
| 16 de abril de 2016      | Córdoba          | España | Plaza de Toros "Los Califas"          | Meteorología          | Reprogramado (24 de septiembre) |
| 22 de julio de 2016      | Lérida           | España | Sala Biloba                           | Desconocidas          | Reprogramado (7 de octubre)     |
| 23 de julio de 2016      | Laredo           | España | Sin confirmar                         | Desconocidas          | Cancelado                       |
| 16 de septiembre de 2016 | Pamplona         | España | Pabellón Anaitasuna                   | Enfermedad            | Reprogramado (26 de noviembre)  |
| 17 de septiembre de 2016 | Guadalajara      | España | Pista de atletismo Fuente de la Niña  | Enfermedad            | Reprogramado (25 de septiembre) |
| 7 de octubre de 2016     | Lérida           | España | Sala Biloba                           | Desconocidas          | Cancelado                       |

## Gira promocional
La cantante actuó en algunos macroeventos para dar a conocer sus nuevos temas.
| Fecha                   | Ciudad                 | País   | Lugar                      |
| ----------------------- | ---------------------- | ------ | -------------------------- |
| 11 de diciembre de 2015 | Madrid                 | España | WiZink Center              |
| 3 de marzo de 2016      | Santa Cruz de Tenerife | España | Recinto Ferial de Tenerife |
| 9 de abril de 2016      | Madrid                 | España | WiZink Center              |
| 10 de noviembre de 2017 | Madrid                 | España | WiZink Center              |
| 24 de marzo de 2018     | Madrid                 | España | WiZink Center              |

## Equipo
Los músicos que hacen posible este tour son:
- Malú (voz principal)
- Rubén García (dirección musical, teclados y coros)
- José De Lucía (guitarra acústica)
- Julián Olivares (guitarra acústica, guitarra eléctrica y coros)
- Yago Salorio (bajo)
- Carlos Calzada (guitarra eléctrica)
- Paco Beneyto (batería)
- Yaiza García (coros)

## Artistas invitados
- Rozalén (Madrid, 12 de mayo)
- Maria La Caria, concursante de La Voz (Madrid, 17 de diciembre)
- Niña Pastori (Madrid, 17 de diciembre)
- Pablo Alborán (Madrid, 17 de diciembre)
- Pablo López (Barcelona, 23 de diciembre)

## Teloneros
- Morat (Madrid, 12 de mayo y Barcelona, 20 de mayo)
- Lérica (Madrid, 13 de mayo)
- Maverick López (Madrid, 14 de mayo)
- Lorena González (Marbella, 8 de agosto)
- Fredi Leis (Madrid, 17 de diciembre)